# カントリー・ロード (本名陽子の曲)
「カントリー・ロード」（Country Road）は、日本の声優・女優である本名陽子のシングル曲で、アニメ映画『耳をすませば』の主題歌。アメリカの歌手ジョン・デンバーが1971年に発表した「Take Me Home, Country Roads」（邦題：故郷へかえりたい）に日本語のオリジナル歌詞をつけてカバーしたものである。
初版は1995年6月25日にリリース。2000年4月26日に再リリースされ、2004年10月27日に12cmシングルとしてもリリースされた。
スタジオジブリ（徳間書店）制作、発売元は徳間ジャパンコミュニケーションズ、販売元はファーストディストリビューション。

## 概要
- 1995年7月15日に公開されたスタジオジブリ制作、東宝配給のアニメ映画『耳をすませば』の挿入歌およびエンディング主題歌に起用された。なお、同作のオープニングテーマにはオリビア・ニュートン＝ジョンの歌唱による「Take Me Home, Country Roads」が使われている。
- この楽曲を歌っている本名陽子は『耳をすませば』の主人公・月島雫を演じ、劇中では雫が「Take Me Home, Country Roads」に自ら日本語歌詞をつけて歌唱した設定になっている。
- 実際の詞を手掛けたのは鈴木敏夫の娘の鈴木麻実子で、宮崎駿がそれに補作している。映画版の雫は中学3年の設定、この楽曲がリリースされた時点の本名陽子の年齢は16歳で、麻実子の年齢もそれに近かったという。
元々、麻実子は「ひとりで生きると 何も持たずに まちを飛びだした」という詞をつけたが、宮崎が「ひとりぼっち おそれずに 生きようと 夢見ていた」と変更案を出し、麻実子の案を支持した監督・近藤喜文と宮崎が対立したという[1]。
- ヴァイオリン、植村薫。リュート、竹内太郎。ヴィオラ・ダ・ガンバ、福沢宏。ツィンクとアルトリコーダー、タンバリン、濱田芳通。
- 発売当初の売上は低調であったが、映画の公開とともに徐々に売上を伸ばし、地上波テレビでの放送後にはランク外から急上昇して最高22位（オリコンチャート）を記録した。また、映画のサントラ盤『耳をすませば サウンドトラック』にも収録された。
- また、この曲を基にした混声三部合唱版もある。
- 2007年11月28日発売の『キラキラジブリ』に、本名陽子が12年ぶりにレコーディングした（コーラス部分も本名自身）「カントリー・ロード/デデマウスと本名陽子」がSpecial Trackとして収録されている。
- 2012年4月8日より、『耳をすませば』の舞台のモデルとなった京王電鉄京王線聖蹟桜ヶ丘駅の接近メロディとして、本曲をオルゴール調にアレンジしたものが使用されている[2]。全席指定制列車「京王ライナー」及び「Mt.TAKAO号」の到着時については、2021年10月までは下り（京王八王子行）・上り（京王線新宿行）共に鳴動していたが、同年10月30日以降は下りのみ鳴動し、上りは京王線新宿駅と同じ京王ライナー入線曲に変更された（高尾山口行Mt.TAKAO号は乗降できない運転停車となる為、鳴動しない）。
- ラグビーワールドカップ2019においては、ラグビー日本代表のチームソングとして、本曲の替え歌である「ビクトリーロード」が歌われている。これは代表に選出されなかった山本幸輝が代表候補合宿時に同部屋だった三上正貴とともに思いついたもので、「外国出身選手も歌いやすく、みんなが知っている歌」として本曲が選ばれ、それに代表の歩みが重なる歌詞をつけ、さらに流大の提案で2回り目3回り目とテンポが上がる構成となった[3][4]。応援歌としては開幕2戦目のアイルランド戦のスクラム中に初めて合唱され、その歌声はテレビ中継でも聴こえている。日本代表の快進撃と共にこの歌もファンに定着、SNSでの拡散も相まって広まっていった[5][6]。本曲を歌う本名もこの動きを歓迎、徳間ジャパンの公式サイトで謝意と日本代表への応援メッセージを綴っている[7]。

福井県鯖江市にある西山公園の愛の鐘の月曜日、水曜日、金曜日、日曜日の正午にマリンバアレンジ版が流れる。

## 収録曲
1. カントリー・ロード
原曲 - 作詞：ビル・ダニフ、ジョン・デンバー 作曲：タッフィー・ナイバート、ジョン・デンバー
日本語訳詞：鈴木麻実子 補作：宮崎駿 編曲：野見祐二
演奏時間：4分24秒
2. 半分だけの窓
作詞：宮崎駿 作曲・編曲：野見祐二
演奏時間：3分15秒
3. カントリー・ロード（カラオケ）

## 『カントリー・ロード』のカバー
故郷へかえりたい#その他のカバーも参照。
以下は、本名版と同じ日本語歌詞でカバーしている。
- 新井大樹 feat.むんむ（『ハイテンションジブリ』収録）
- 生沢佑一（コロムビアミュージックエンタテインメント版カバー）
- 井上あずみ（『ジブリ名曲セレクション Dear GHIBLI』収録）
- Imaginary Flying Machines（『Princess Ghibli』収録）
- A-Bee（『ジブリジャズ・リミックス』収録）
- All That Jazz feat. COSMiC HOME（『ジブリジャズ』収録）
- 城南海（『Reflections』収録）
- SAMBASTA GBL（『ジブリ・サンバ』収録）
- 6% is MINE(GIRLS)（『GHIBLITIC PUNK-COVERS』収録）
- GBL Sound System（『ジブリレゲエ』収録）
- 島本須美（『島本須美singsジブリ』収録）
- 杉並児童合唱団
- DE DE MOUSEと本名陽子（『キラキラジブリ』収録）
- DJ SASA & ISLAND SOULS（『Island souls reggae~sweet island~』収録）
- ならゆりあ（『ジブリだいすき』収録）
- ブルボンズ（『ジブリロック』収録）
- メイヤ（『アニメイヤ〜ジブリ・ソングス』収録）
- 羊毛とおはな（『LIVE IN LIVING '08』収録）
- 美吉田月（『Ska Flavor loves ジブリ Songs』収録）
- 影山ヒロノブ（『誰がカバーやねんアニソンショー』収録）
- 吉田羊と鈴木梨央（ポカリスエット、CM限定カバー）
- 松下洸平（スタジオジブリ トリビュートアルバム『ジブリをうたう』収録[8]）

以下はインストゥルメンタルであるが、「耳をすませば」主題歌のカバーとして発表されているため本項に記載する。
- 秋山公良（『宮崎駿コレクション～ギターが奏でるやさしいひととき』『ウクレレの調べによる宮崎駿コレクション』収録）
- AKBB（『ビッグバンド★ジブリ』収録）
- 大竹英二（『ジブリ・ザ・ハーモニカ』収録）
- 大葉奏子（『宮崎駿の世界（ピアノの調べ）』収録）
- Carl Orrje Piano Ensemble（『ピアノでジブリ STUDIO GHIBLI WORKS PIANO COLLECTION』収録）
- 金益研二（『宮崎駿の世界－ジャズピアノの調べ』収録）
- 神山純一J PROJECT（『ほーら泣きやんだ!ゆっくりおやすみ編～となりのトトロ・いつも何度でも～』収録）
- COLORFUL（『カラフル・ジブリ』収録）
- Kazumi Tateishi Trio（『GHIBLI meets Jazz ～Beautiful Songs～』収録）
- 栗コーダーカルテット（『ウクレレ・ジブリ』収録）
- グループループ（『宮崎アニメ作品集-New-』収録）
- 齋藤純一（『ジブリ・カフェ－森の休日－』収録）
- 高嶋ちさ子（『ARIA』収録）
- Takuro（『あなたのお部屋にキラッとピアノジャズを』収録）
- Tezz（『ジブリ HOUSE essential PIANO set』収録）
- 東京ブラススタイル（『ブラスタジブリ』収録）
- ピアニカ前田（ピアニカ演奏。『ピアニカで聴くスタジオジブリ作品集』収録）
- 平野孝幸（『ニュー・ピアノ・インテリア「スタジオジブリ作品集」』収録）
- 松宮幹彦（『ジブリちゃんぷるー～三線で聴きたい癒しのジブリ』収録）
- Marco＆水谷隆子（『宮崎駿の世界（琴と尺八の調べ）Vol.2』収録）
- マルセロ・マルチンス（『午後のボッサ～カフェ・ジブリ』収録）
- minimums（『ジブリの森～山本二三の世界～』収録）
- mimee（『夢二胡楽園』収録）
- モスリン（『鼻笛の響きIV（ジブリアニメ作品集）』収録）
- 山本千恵子（『宮崎駿の世界－オカリナの調べ』収録）
- Yuya Wakai Trio（『しあわせな森のジブリ』収録）